# Meester van Tressa
Meester van Tressa is de noodnaam voor een anonieme Italiaanse kunstschilder die in de periode 1215–1240 in Siena werkzaam was.

## Identificatie
De Amerikaanse kunsthistoricus Edward B. Garrison groepeerde in 1949 rond deze noodnaam vijf dertiende-eeuwse schilderijen uit de omgeving van Siena. Zijn hypothese werd geaccepteerd door latere kunsthistorici. Sindsdien wordt de Meester van Tressa beschouwd als de belangrijkste exponent van de vroege dertiende-eeuwse schilderkunst in Siena. De Paliotto del Salvatore van 1215 is het oudste gedateerde werk van de Siënese school. De stijl van dit antependium is nog romaans, maar heeft wel al enige Byzantijnse invloeden en loopt daarmee vooruit op het werk van de Florentijn Coppo di Marcovaldo, die een synthese maakte van Italiaanse en Byzantijnse tradities.
In het verleden werd ook het Kruisbeeld van Santa Chiara (Pinacoteca nazionale, nr. 597) aan deze meester toegeschreven, maar latere kunsthistorici zagen er het werk in van een andere anonieme meester.

## Toegeschreven werken
- Paliotto del Salvatore (Antependium van de Verlosser), 1215 (gedateerd), tempera en goud op paneel, 98 × 198, Siena, Pinacoteca nazionale, inv. nr. 1
- Madonna dagli occhi grossi (Madonna met de grote ogen), circa 1225, tempera en goud op paneel, 97 × 67, Siena, Museo dell'Opera del Duomo
- Twee panelen van een voormalig retabel met Verhalen van Johannes de Doper, verblijfplaats onbekend
- Madonna van Tressa (fragment), circa 1235, tempera en goud op paneel, 75,5 × 56,5, Siena, Oratorio della Compagnia di San Bernardino, afkomstig uit de kerk van Santa Maria a Tressa bij Siena
- Madonna met kind tussen engelen en de heiligen Anna en Joachim, circa 1240, tempera en zilver op paneel, 93 × 52, Siena, Palazzo Chigi-Saracini

## Galerij

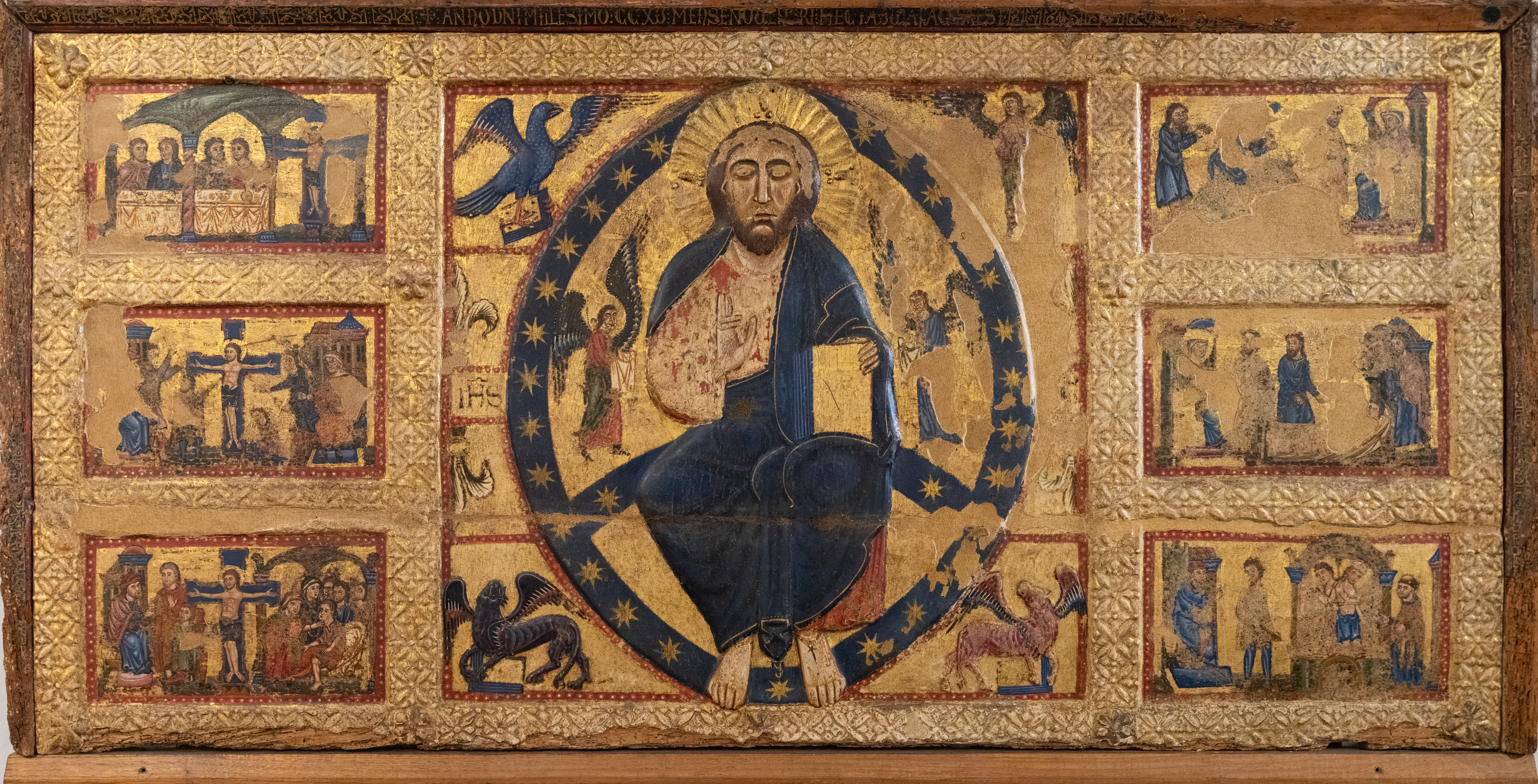
Paliotto del Salvatore
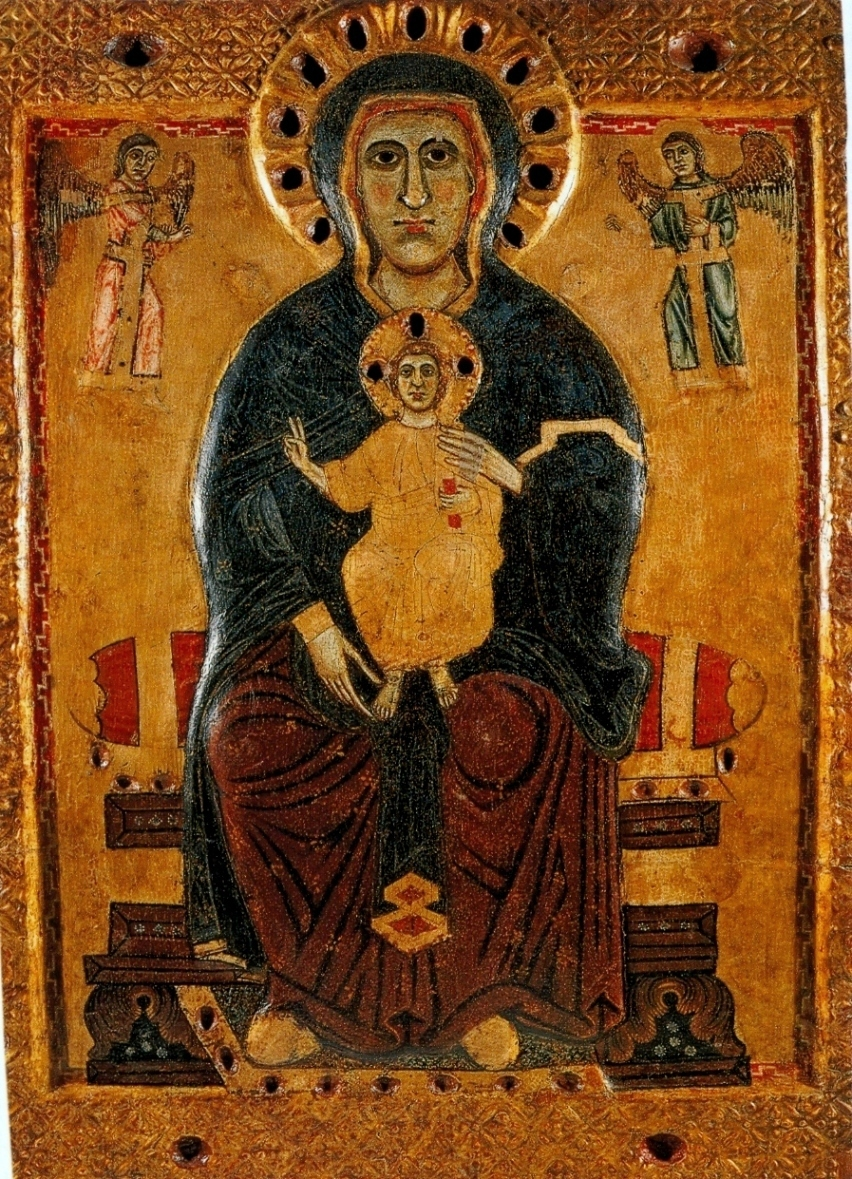
Madonna dagli occhi grossi
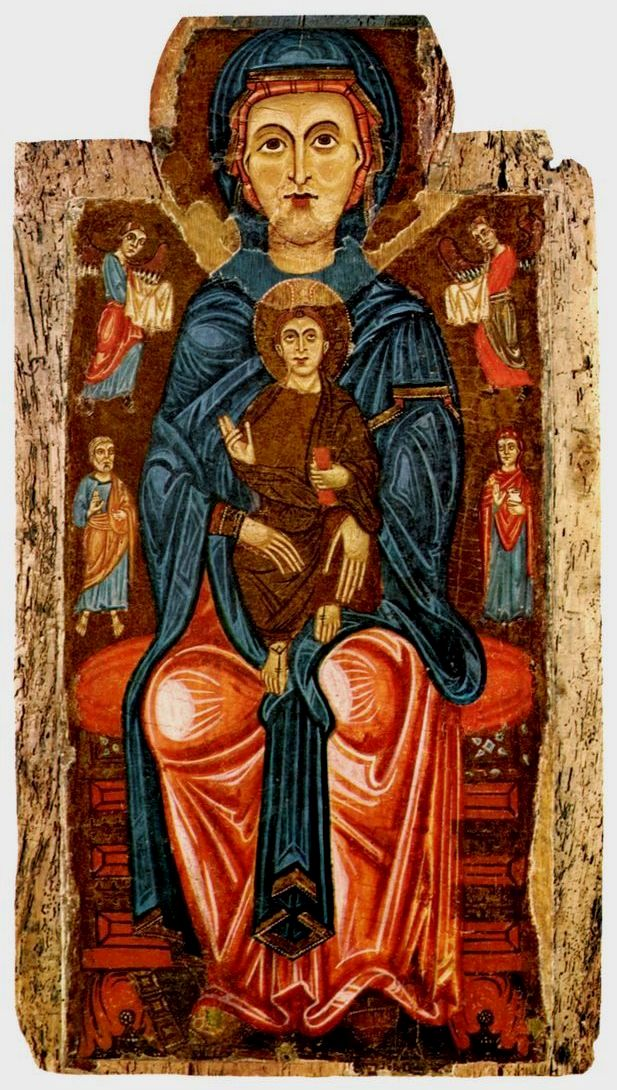
Madonna met kind

## Verantwoording
- Dit artikel of een eerdere versie ervan is een (gedeeltelijke) vertaling van het artikel Maestro di Tressa op de Italiaanstalige Wikipedia, dat onder de licentie Creative Commons Naamsvermelding/Gelijk delen valt. Zie de bewerkingsgeschiedenis aldaar.

## Aanbevolen literatuur
- Edward B. Garrison (1949): Italian Romanesque Panel Painting: An Illustrated Index, Florence.
- Luciano Cateni e.a. (2012): Duccio, Simone, Pietro, Ambrogio e la grande stagione della pittura senese, Betti Editrice

- Gemeinsame Normdatei: 134032845
- Virtual International Authority File: 3680499